# Blocco elettrico Cardani

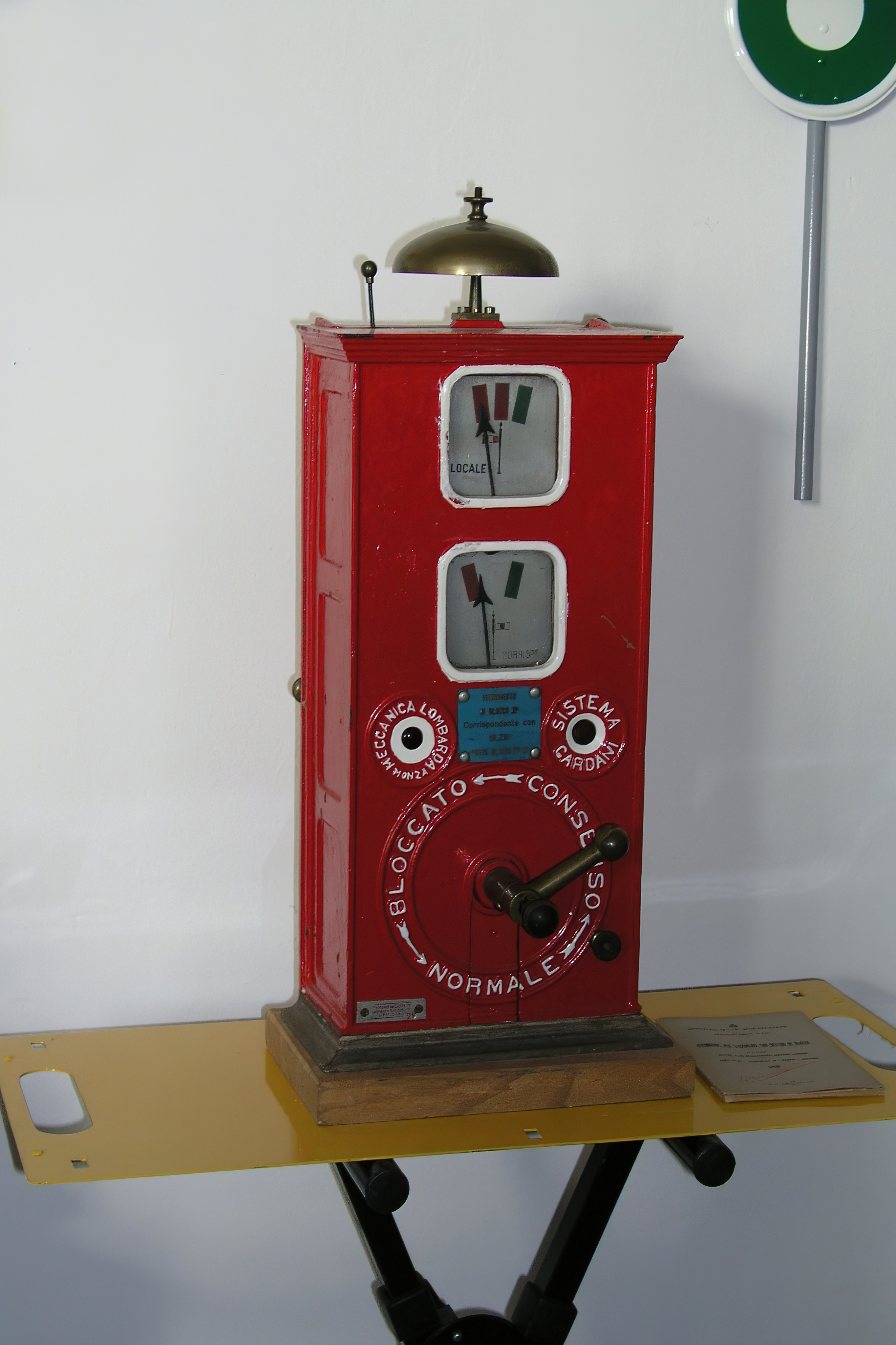
Istrumento di Blocco Elettrico Cardani, corrispondente con la stazione di Ulzio

Il blocco elettrico Cardani è uno strumento elettromeccanico che rendeva impossibile l'invio di un treno in una tratta ferroviaria fino a quando un treno, precedentemente immesso, non ne era uscito. L'utilizzo dello strumento permetteva la gestione del traffico ferroviario con una sicurezza molto maggiore rispetto ad altre metodologie di distanziamento precedentemente affidate alla sola capacità umana e a un complesso sistema di controllo degli incroci gestito da dispacci fra le stazioni e i vari posti di movimento nonché da moduli consegnati al personale di condotta e di scorta dei treni.

## Storia
Il primo esperimento pratico del blocco elettrico Cardani venne attuato nel 1893 sulla tratta di ferrovia tra la stazione di Genova Piazza Principe e la stazione di Genova Brignole allora appartenenti alla Rete Mediterranea. Il sistema, ideato dal capotecnico della stessa società ferroviaria, Achille Cardani, visto il positivo esito venne esteso agli altri impianti della Mediterranea. In seguito a partire dal 1897 venne adottato anche in alcuni impianti ferroviari della Rete Adriatica. In complesso, alla nazionalizzazione del sistema ferroviario italiano avvenuta nel 1905, era installato su poco più di 250 km di linee fondamentali.
Sull'infrastruttura ferroviaria nazionale il blocco Cardani cominciò ad essere esteso intorno al 1910 a pochi anni di distanza dalla statizzazione e, all'atto dell'introduzione del nuovo sistema definito Istrumento di Blocco FS 1938, era stato installato su 2933 km di linee. In seguito, dal 1938, il blocco Cardani è stato lentamente sostituito dal Blocco Elettrico Manuale che ne mutuava le finalità, le metodologie d'uso e perfino i segnali sonori ("segnali di corrispondenza") scambiati fra i posti di blocco.
L'uso del blocco Cardani viene ancora illustrato nell'edizione della Istruzione per l'Esercizio con Sistemi di Blocco Elettrico delle FS del 1963. La relativa istruzione venne soppressa con Ordine di Servizio n. 57 nel 1976.

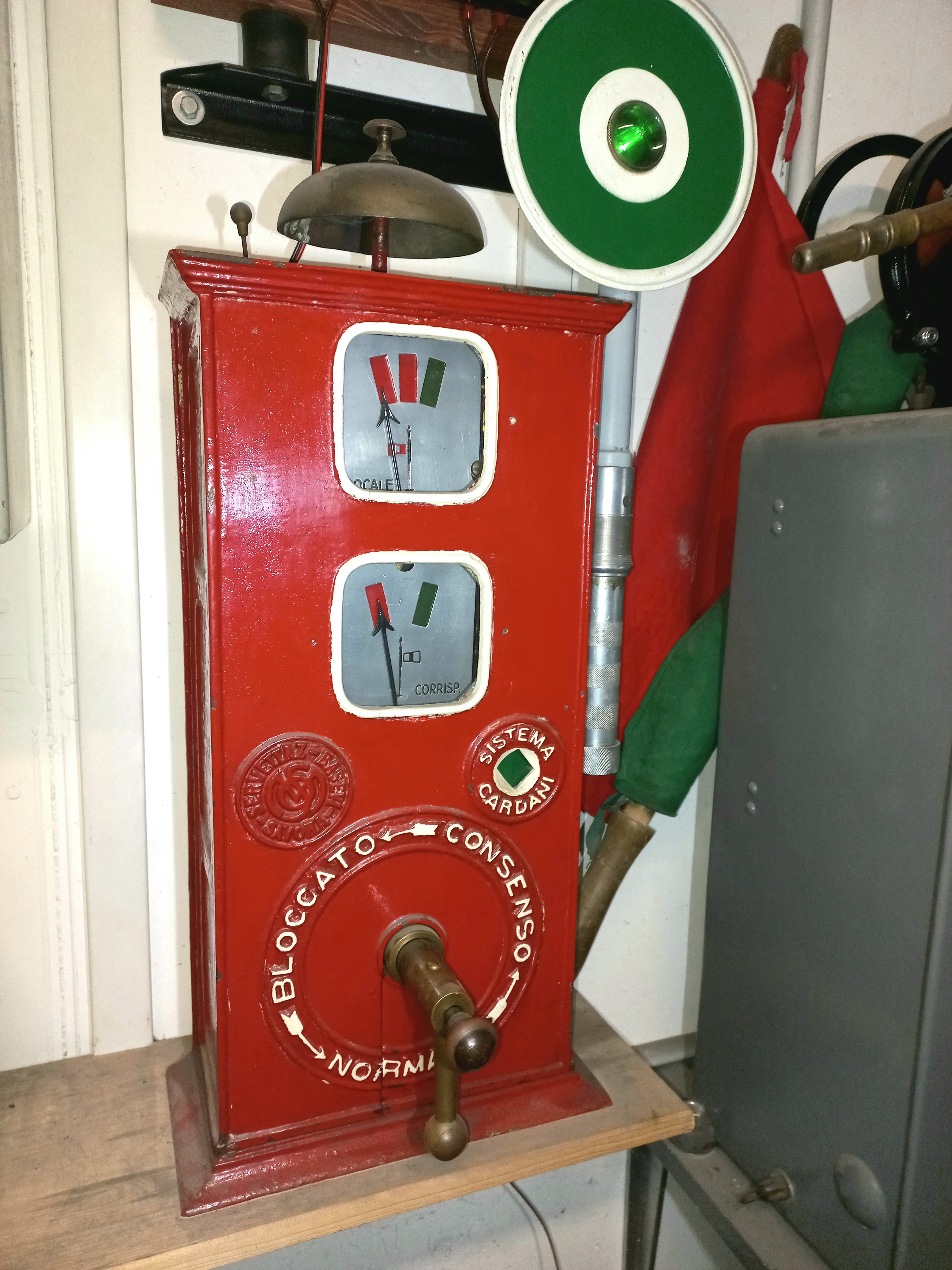
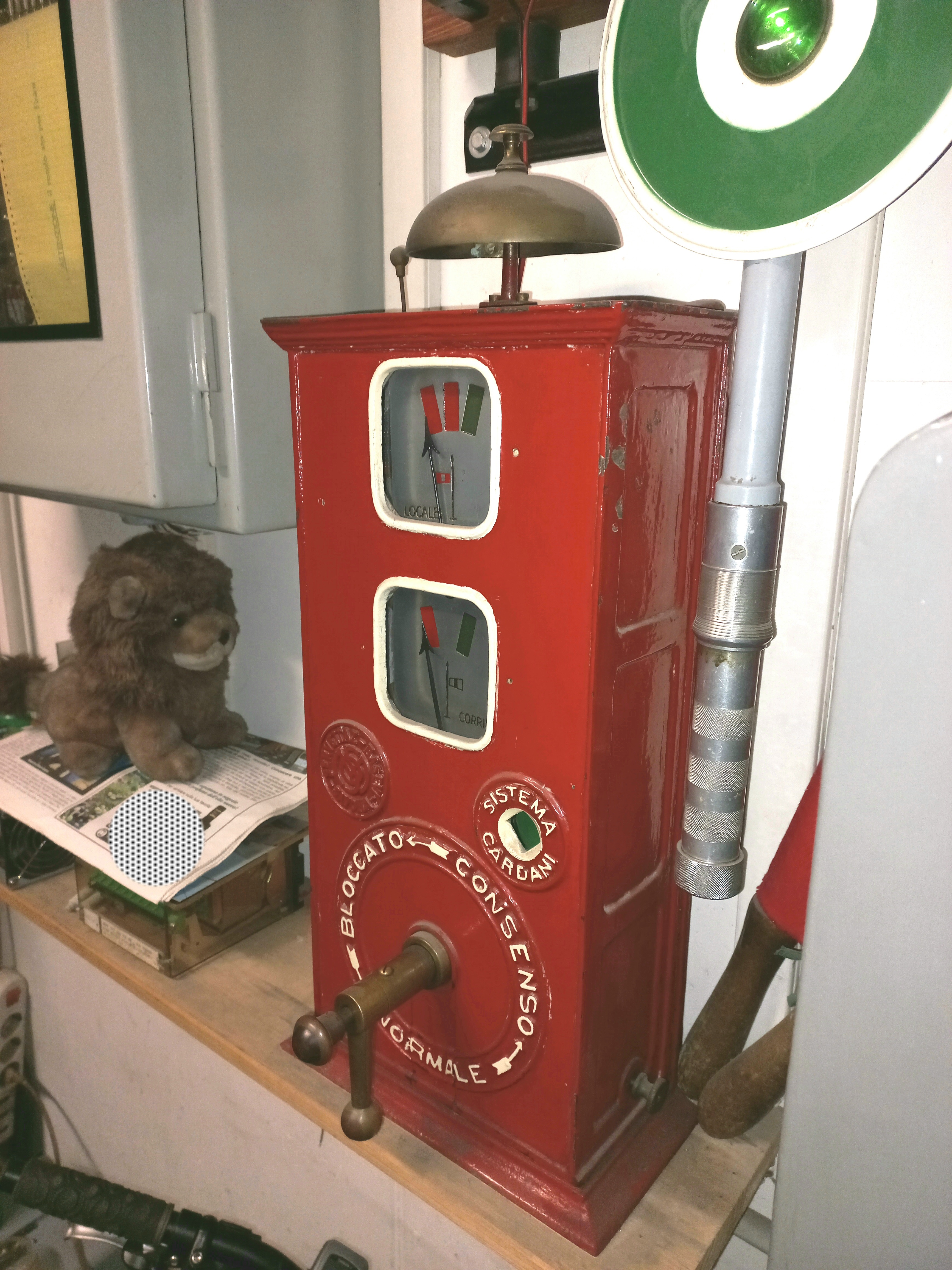
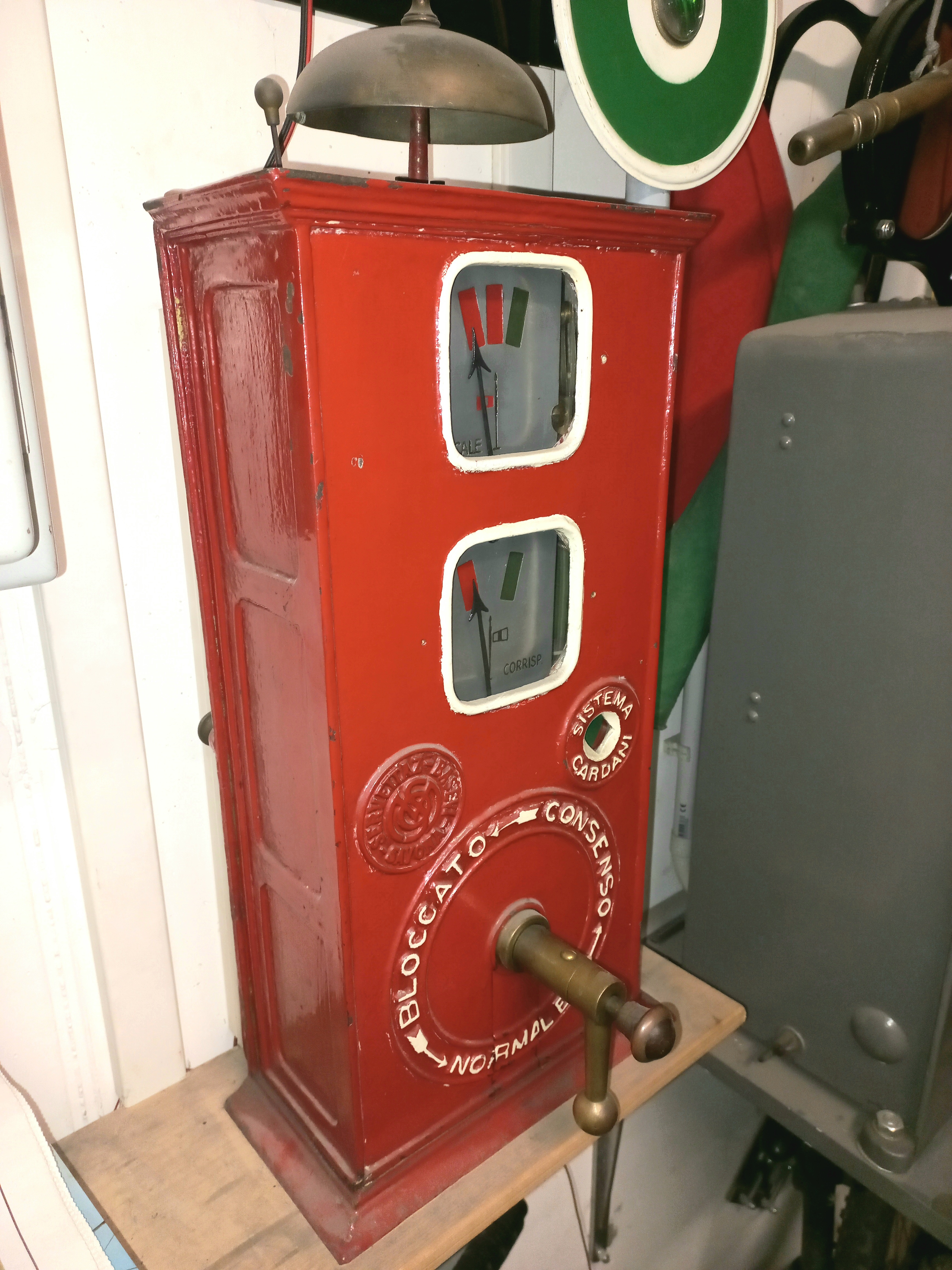